# منكث (يريم)

تعديل مصدري - تعديل

منكث هي إحدى قرى عزلة بني منبة بمديرية يريم التابعة لمحافظة إب، بلغ تعداد سكانها 1446 نسمة حسب تعداد اليمن لعام 2004.